# Fondazione Giovanni Agnelli

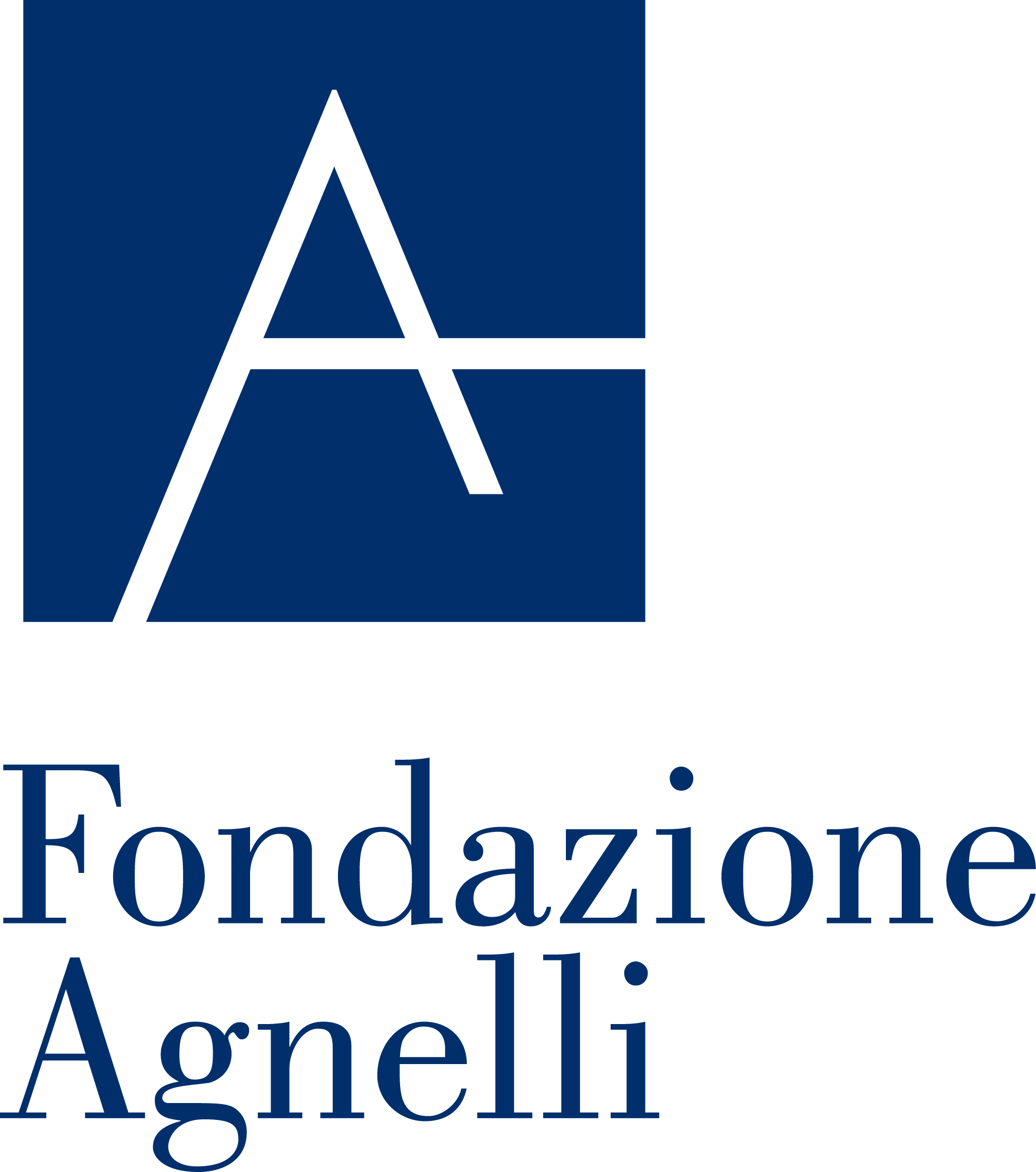
Fondazione Giovanni Agnelli

La Fondazione Giovanni Agnelli è un istituto di ricerca nel campo delle scienze sociali, fondato a Torino dalla FIAT e dall'Istituto Finanziario Industriale (IFI) nel 1966 per onorare il centenario della nascita del fondatore della FIAT, il senatore Giovanni Agnelli.

## Attività
La fondazione non ha scopo di lucro e ha come missione quella di approfondire e divulgare, attraverso ricerche, seminari e pubblicazioni, le condizioni che contribuiscono allo sviluppo economico, sociale, culturale e tecnologico dell'Italia, nonché di operare a sostegno della ricerca scientifica.
Nel corso degli anni ha promosso e realizzato ricerche e organizzato seminari e convegni su temi come le migrazioni, l'innovazione tecnologica, l'etica sociale, lo sviluppo territoriale, la cultura europea. Hanno collaborato ai programmi di ricerca della fondazione studiosi come Achille Ardigò, Evandro Agazzi, Sebastiano Maffettone, Ilvo Diamanti, Maurizio Viroli, Sabino Cassese, Giacomo Corna Pellegrini.
A partire dal 2008, la fondazione ha deciso di concentrare il proprio impegno di ricerca sui temi della scuola e della formazione,
realizzando ogni anno un rapporto sulla scuola in Italia.
Con attenzione alle tematiche dell'inclusione e integrazione scolastica degli alunni con disabilità ha avviato tra il 2012 e il 2014 una sperimentazione con ragazzi con diagnosi di autismo nelle scuole secondarie di II grado dell'Emilia Romagna, coinvolgendo 36 ragazzi, i loro insegnanti di sostegno, gli educatori, le famiglie e le associazioni, in particolare l'Associazione Nazionale Genitori Soggetti Autistici. 
Nel 2019 la fondazione ha realizzato un importante Rapporto sull’edilizia scolastica in cui ha fornito indicazioni sugli interventi necessari all’edilizia scolastica italiana, basate su analisi inedite dell’Anagrafe dell’Edilizia Scolastica del Ministero dell’Istruzione. A inizio 2020 il lavoro è stato pubblicato dagli Editori Laterza.
Le pubblicazioni della fondazione sono raccolte in 15 collane editoriali; molte sono scaricabili gratuitamente dal web.
Nel 2009 la fondazione ha promosso a Torino, insieme alla fondazione Edoardo Garrone, alla Fondazione Pirelli e all'Association du Collège des Ingenieurs di Parigi, la Scuola di Alta Formazione al Management.
La fondazione Giovanni Agnelli è socia dell'European Foundation Centre.

## Consiglio di amministrazione
Presidente della fondazione è John Elkann, vicepresidente Tiziana Nasi. Nel consiglio siedono Anna Agnelli, Simone Avogadro di Collobiano, Giorgio Barba Navaretti, Tancredi Campello della Spina,  Marta Cartabia, Daniele Chiari, Gianluca Ferrero, Renzo Piano, Andrea Sironi. 

## Pubblicazioni
Eduscopio è la graduatoria annuale delle migliori scuole superiori italiane. La classifica è redatta in base agli esiti universitari (esami sostenuti e media dei voti) e lavorativi (tasso di occupazione e alla coerenza fra studio e lavoro) a un anno dal diploma.
Ciò risulta penalizzante per i licei che hanno come sbocco preferenziale gli studi universitari e che quindi risultano avere un esito lavorativo a 3 o più anni dal diploma.